# Klaus Storck
Klaus Storck (* 11. Februar 1928 in Berlin; † 18. März 2011 in Katowice, Polen) war ein deutscher Cellist.

## Leben
Mit acht Jahren erhielt Klaus Storck seinen ersten Violoncello-Unterricht. Nach seinem Wechsel an das Musische Gymnasium in Frankfurt am Main setzte er dort sein Studium bei Rudolf Metzmacher fort. Ab Herbst 1946 studierte Storck an der Nordwestdeutschen Musikakademie in Detmold bei Hans Münch-Holland. Als Stipendiat der Studienstiftung des deutschen Volkes war er einige Jahre bei Enrico Mainardi. Konzertreisen als Solist und Kammermusikspieler führten Klaus Storck in viele Länder der Welt. Er erarbeitete sich im Laufe der Jahre ein umfangreiches Repertoire mit Werken der klassischen und romantischen Konzert- und Kammermusikliteratur. Immer wieder hat Storck Stücke auch weniger bekannter Komponisten und Werke der zeitgenössischen Musik in seine Programme aufgenommen. So setzte er sich für Kompositionen u. a. von Britten, Martin, Schostakowitsch, Genzmer, Bialas, Kagel, Baird und Medek ein, und zwar oftmals als Interpret in Uraufführungen. Sein Solo- und Kammermusikrepertoire erschien in zahlreichen Hörfunk- und Fernsehaufnahmen, umfangreich ist auch seine Diskografie. Eine besondere internationale Beachtung erreichte dabei Klaus Storcks Ersteinspielung der Sonate für Arpeggione und Klavier von Franz Schubert auf Originalinstrumenten. Zu kammermusikalischen Schwerpunkten entwickelten sich die durch zeitgenössische Komponisten angeregte Duo-Tätigkeit mit der Harfenistin Helga Storck (seiner Frau) und gemeinsame Konzertauftritte mit der Pianistin Aya Ishihara. Auch als Herausgeber von Werken für Violoncello hat sich Klaus Storck einen Namen gemacht.

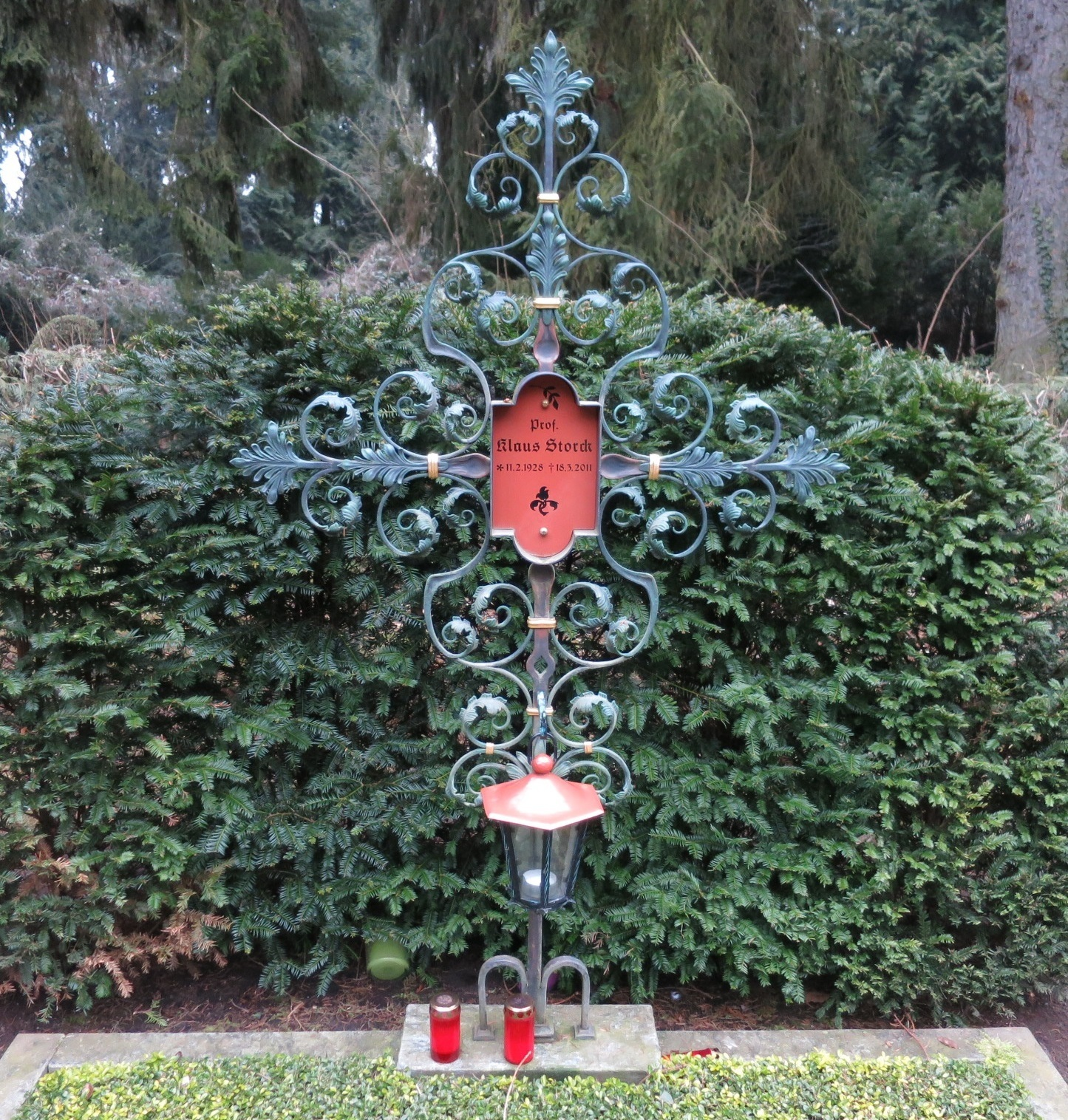
Grab auf dem Kölner Südfriedhof

Storck war Professor an der Musikhochschule Hannover und der Musikhochschule München Vorher unterrichtete er bereits ab 1958 als Cellolehrer an der Folkwanghochschule für Musik Essen und von 1964 bis 1971 als Leiter einer Hochschulklasse für Violoncello an der Musikhochschule Köln. Zu seinen bekannt gewordenen Schülern zählen u. a. Ulf Tischbirek, Karsten Dehning-Busse, Birgit Erichson, Christopher Franzius, Oliver Göske, Guido Larisch und Dorothee Pöhl. Verstärkt stellte Klaus Storck sich auch für Meisterkurse in aller Welt zur Verfügung, so zuletzt im Sommer 2007 in Sankt Paul im Lavanttal und im  April 2009 an der Landesmusikakademie Sondershausen. Ein Sohn ist der Chirurg und Bratschist Martin Storck.
Seine Grabstätte befindet sich auf dem Kölner Südfriedhof (Flur 43).

## Diskografie LP (Auswahl)
- F. Chopin, Sonate für Klavier und Violoncello g-moll op. 65 (m. Daniela Ballek), Deutsche Grammophon SLPEM 136 035 (1960)
- J. S. Bach, Musikalisches Opfer BWV 1079 (instrumentiert von K. H. Pillney), Aus dem Essener Musikleben, T 74124 (1962)
- Antonio Vivaldi, Concerto c-moll PV 434 (m. Kammerorchester Emil Seiler unter W. Hofmann), Archiv-Produktion 198 318 (1962)
- C. Ph. E. Bach, Concerto a-moll Wq 170 (m. Berliner Kammermusikkreis unter M. Lange), Deutsche Grammophon 135 033 (1963)
- Johannes Brahms, Trio für Klavier, Klarinette und Cello op. 114 (m. Detlef Kraus, Klavier und Jost Michaels, Klar.) Musicaphon 30 L 1522 (1963)
- L. Boccherini, Konzert B-Dur; A. Dvorak, Rondo; M. Bruch, Kol Nidrei (m. Wolfgang Marschner Kammerorchester), Attacca Musikverlag Duisburg-Ruhrort 5/6511 (o. J.) (1965)
- Mauricio Kagel, Match für 3 Spieler (m. Siegfried Palm und Christoph Caskel), Deutsche Grammophon 137 006 (1968)
- Musik für Harfe und Violoncello (m. Helga Storck), Telefunken 6.41020 (1968)
- G. M. Monn, Concerto g-moll (m. Capella Academica Wien unter E. Melkus), Archiv-Produktion 2533 048 (1969)
- Norbert Linke, Fresko für Harfe und Violoncello (m. Helga Storck), Schallplatten junger Künstler, Camerata CMS 30046 LPT (1972)
- Franz Schubert, Arpeggione-Sonate (m. Alfons Kontarsky, Hammerflügel), Archiv-Produktion 2533 175 (1974)
- A. Dvořák und L. Janáček, Sämtliche Werke f. Violoncello und Klavier (m. Karl Engel), Telefunken 6.42038 (1977)
- Ferdinand Ries, Cellosonaten op. 20 und op. 21 (m. Alfons Kontarsky), Telefunken 6.42813 (1980)
- C. Debussy, Sonate; M. Ravel, Habanera; M. Reger, Solo-Suite d-moll; (m. Jun Ohishi, Klavier), Sala 2503 (1980)
- Tadeusz Baird, Szenen für Cello, Harfe und Orchester (m. Helga Storck, Harfe), Polska Nagranie MUZA SX 1615 (1980)
- Virtuose Gesellschaftsmusik für Harfe und Violoncello um 1800 (m. Helga Storck), Telefunken SLT 43 109-B (o. J.)
- Beethoven und seine Zeit, Werke für Violoncello und Harfe (m. Helga Storck), Colosseum COL 9503 (1986)
- Kleine Werke der Romantik (m. Yasuko Matsuda, Klavier), Colosseum COL 9504 (1988)
- L. Spohr, Kammermusik mit Harfe (m. Helga Storck und Kurt Guntner, Violine), Calig 30837 (1989)